# 控球前锋
控球前锋（英語：Point Foward）是篮球赛中一个非正式的位置名称，指在场上发挥控球後衛和前锋（通常是小前锋）雙重作用的隊員。如：格兰特·希爾、拉玛尔·奥多姆、拉里·伯德、勒布朗·詹姆斯、盧卡·唐西奇。斯科蒂·皮蓬為NBA史上最佳的控球前鋒之一。他具有前鋒身材（6呎8吋）及後衛的得分及控球技巧，更是一名優秀的外圍防守者，公牛王朝中，他是「三角戰術」的實際發動者。他也為1990年代以後的控球前鋒定下了新的標準、新的詮釋。發明此位置的是以跑轟戰術為主的唐·尼爾森（Don Nelson），自2010年之後，各球隊因發現前鋒在戰術上的多樣性，以及球員自身的功能性，且具有節省成本外加能經濟效益實惠的建隊選項，以至於控球前鋒越來越受重視，而近年來的選秀前鋒的部分也會以“控球全能型前鋒”的培養模板以及首選，例如：凱德·康寧漢、弗朗茨·瓦格纳、喬許·吉迪、拉梅羅·鮑爾等人，皆為近幾年新生代控球前鋒。